# Dirphys (geslacht)
Dirphys is een geslacht van vliesvleugeligen uit de familie Aphelinidae. De wetenschappelijke naam van dit geslacht is voor het eerst geldig gepubliceerd in 1914 door Howard.

## Soorten
Het geslacht Dirphys omvat de volgende soorten:
- Dirphys aphania Polaszek, 1999
- Dirphys diablejo Polaszek & Hayat, 1992
- Dirphys encantadora Polaszek & Hayat, 1992
- Dirphys larensis Chavez, 1996
- Dirphys mendesi Polaszek & Hayat, 1992
- Dirphys mexicana (Howard, 1907)